# Liolaemus hajeki
Liolaemus hajeki är en ödleart som beskrevs av  Rayner Núñez Aguila PINCHEIRA-DONOSO och GARÍN 2004. Liolaemus hajeki ingår i släktet Liolaemus och familjen Tropiduridae. Inga underarter finns listade i Catalogue of Life.